# Svalöfs Maskinverkstäder

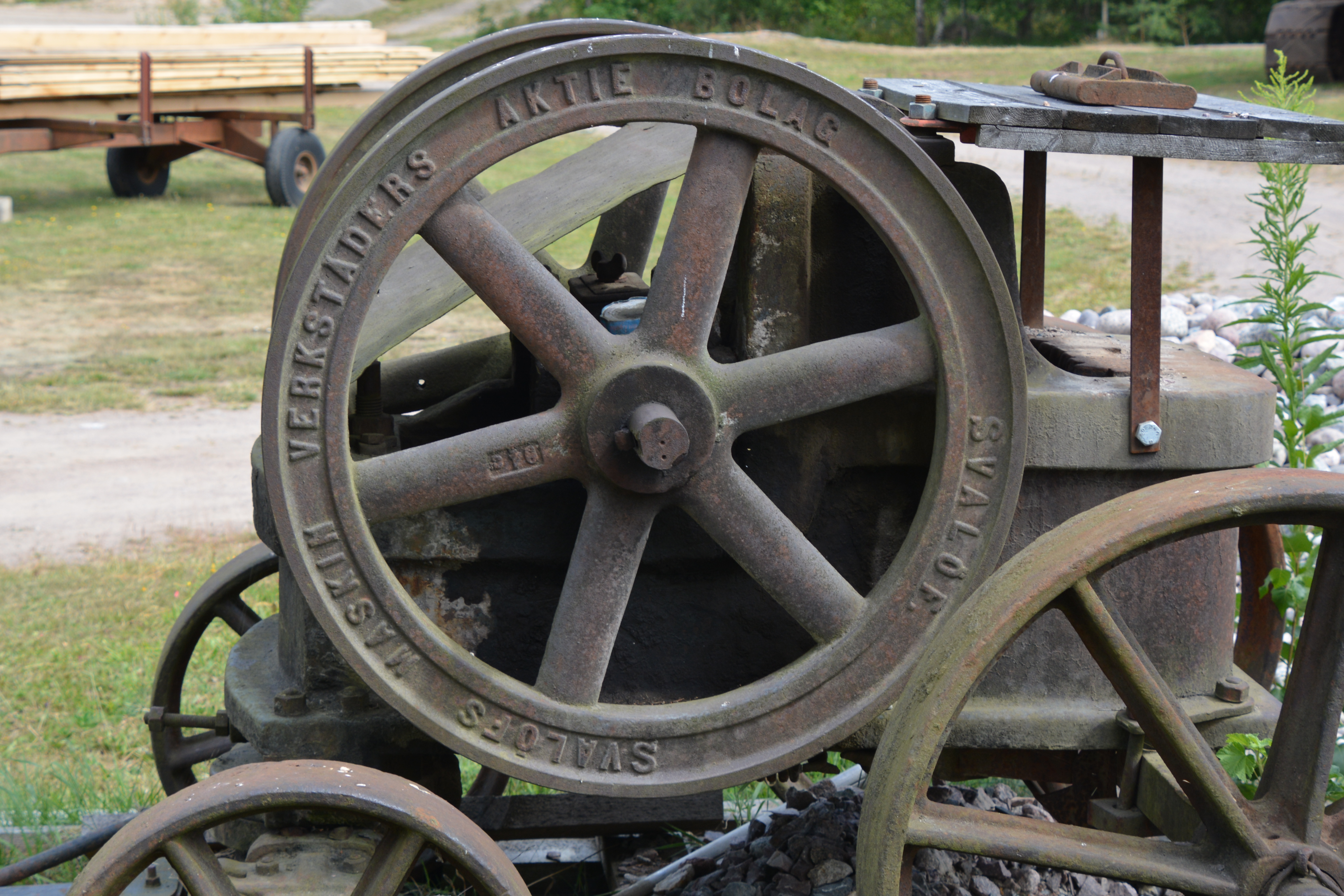
Del av stenkross

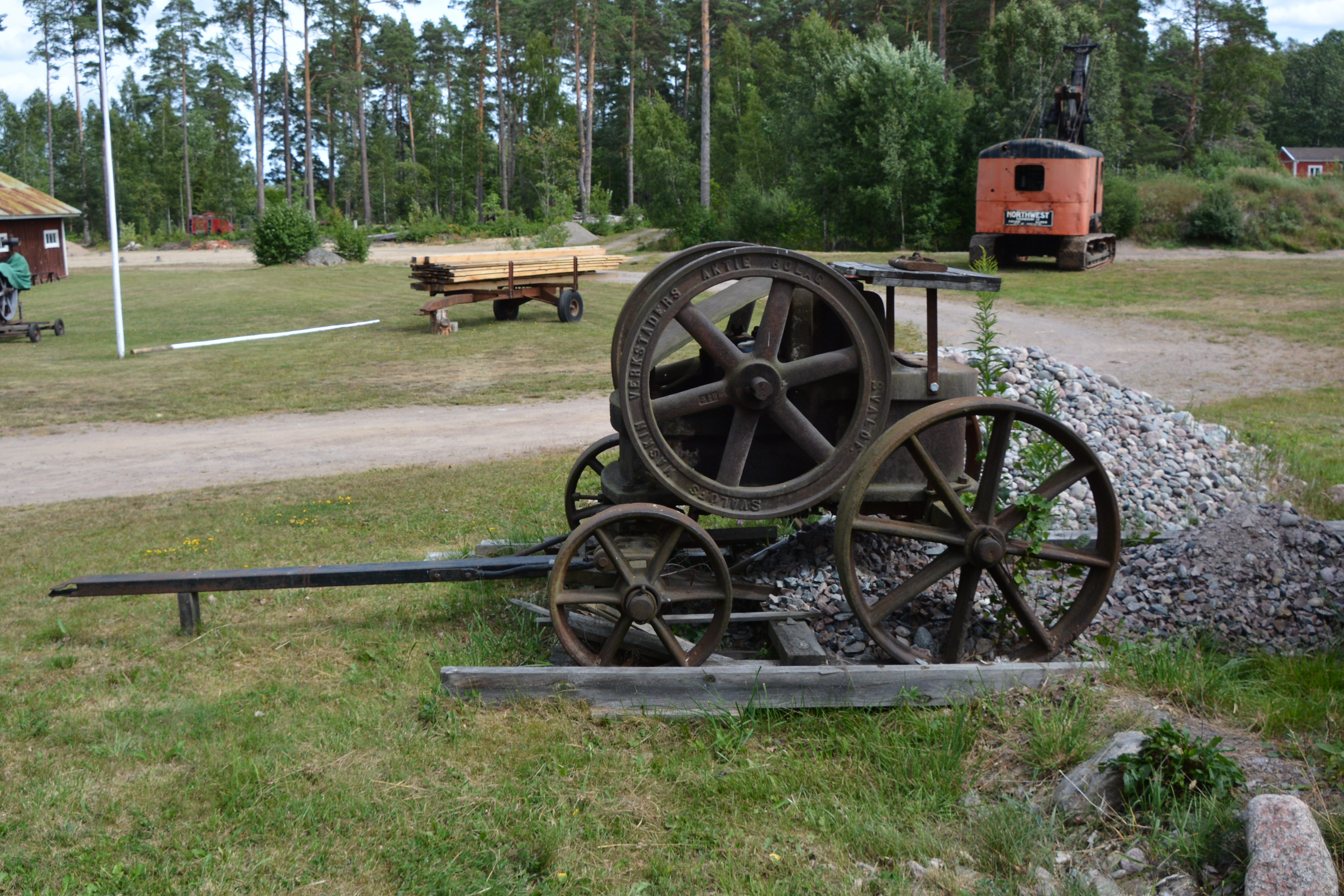
Mobil stenkross från Svalöfs Maskin-Verkstäder AB i Målilla-Gårdveda hembygdspark

Svalöfs Maskin-Verkstäder AB hette ursprungligen Svalöfs mekaniska verkstad och uppfördes år 1894. Bolaget existerade fram till år 1918 då det införlivades i Elektriska AB Chr Bergh & Co (förkortat Cebe).

## Svalöfs mekaniska verkstad
Svalöfs mekaniska verkstad bildades år 1894 på initiativ av godsägare Birger Welinder på herrgården Heleneborg i Södra Svalöv och fabriksområdet avsöndrades från den av honom ägda Möllegården. Avsikten var att verkstaden skulle producera jordbruksmaskiner. År 1899 övergick företaget till ett nytt aktiebolag, Svalöfs Maskin-Verkstäders AB. Detta företag, vars verkställande direktör var L von Bornstedt, hade mekanisk verkstad, gjuteri och snickerifabrik. Det tillverkades bland annat stenkrossar, lokomobiler och tröskor men också gödningsspridare och enklare såmaskiner. Det utfördes också olika slags maskinreparationer. Aktiemajoriteten i bolaget inköptes år 1917 av Elektriska AB Chr Bergh & Co med ursprungligt säte i Malmö. Företaget gick upp i Chr Bergh & Co år 1918.
Företaget tillverkade omkring sekelskiftet 1900 bland annat stenkrossar samt under 1900-talet stackningselevatorer och maskiner för fröbehandling.